# 何志光 (湖南)
何志光（1969年11月—），男，汉族，湖南汨罗人。出生，1990年7月参加工作，1993年5月加入中国共产党，大学本科文化，经济学学士。现任湖南冷水江市委副书记、市长。

## 人物履历
- 1986.09—1990.07，湘潭大学读书；
- 1990.07—1994.07，岳阳市政府经研室干部；
- 1994.07—1996.07，岳阳市政府经研室副科级研究员；
- 1996.07—2000.01，岳阳市政府经研室正科级研究员；
- 2000.01—2001.12，岳阳市政府经研室（正处级）副主任；
- 2001.12—2004.12，岳阳市政府研究室（副处级）主任；
- 2004.12—2006.10，岳阳市经济研究中心（正处级）主任；
- 2006.10—2008.03，岳阳市人民政府副秘书长、政府办党组成员，经济研究中心主任；
- 2008.03—2009.06，岳阳市人民政府副秘书长、政府办党组成员；
- 2009.06—2009.11，中共冷水江市委委员、常委、副书记，市人民政府副市长、党组书记；
- 2009.11—2010.01，中共冷水江市委委员、常委、副书记，市人民政府代理市长、党组书记。
- 2010.01— 冷水江市委副书记、市长；其间：2011年3月至12月，在国务院国资委挂职，任宣传工作局局长助理；
- 2011.09— 当选为娄底市委委员。
- 2012.11— 在市第十一届人大一次会议再次当选冷水江市人民政府市长。
- 2016.08— 任湖南冷水江市委副书记。